# El Saucejo
El Saucejo är en ort i Spanien.   Den ligger i provinsen Provincia de Sevilla och regionen Andalusien, i den södra delen av landet, 400 km söder om huvudstaden Madrid. El Saucejo ligger 545 meter över havet och antalet invånare är 4 321.
Terrängen runt El Saucejo är kuperad åt nordväst, men åt sydost är den platt. Runt El Saucejo är det ganska glesbefolkat, med 45 invånare per kvadratkilometer. Närmaste större samhälle är Osuna, 18,3 km norr om El Saucejo. Trakten runt El Saucejo består till största delen av jordbruksmark.